# Lee Bong-ju

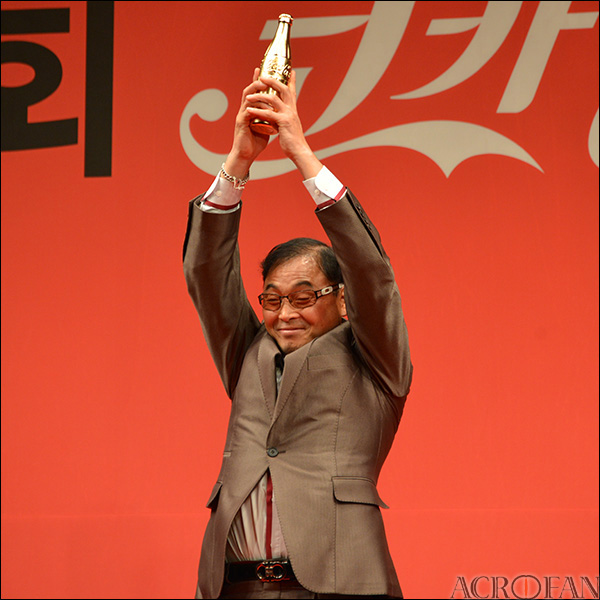
Lee Bong-ju

Lee Bong-Ju, född den 11 oktober 1970 i Seoul, är en sydkoreansk friidrottare som tävlar i maraton.
Lee har deltagit vid fyra olympiska spel. Vid det första 1996 blev han silvermedaljör efter Sydafrikas Josia Thugwane. Vid Olympiska sommarspelen 2000 slutade han på en 24:e plats. Han blev 14:e vid OS 2004 och 28:e vid OS 2008.
Han blev elva vid VM 2003 i Paris.

## Personligt rekord
- Maraton - 2:07.20